# Desigualdade do valor médio
A desigualdade do valor médio é um importante resultado da Análise Vetorial, pois dele seguem resultados muito relevantes, como, e.g.,  continuidade e diferenciabilidade de funções vetoriais, o Teorema de Schwarz, diferenciabilidade uniforme de funções de classe {\displaystyle C^{1}}, fornecendo uma estimativa para a distância entre os valores das imagens de dois pontos em seu domínio.

## Enunciado
Seja {\displaystyle f:U\subset \mathbb {R} ^{n}\rightarrow \mathbb {R} ^{p}} uma função contínua definida em um aberto, {\displaystyle U} de {\displaystyle \mathbb {R} ^{n}}. Sejam {\displaystyle a\in U} e {\displaystyle h\in \mathbb {R} ^{n}} tal que {\displaystyle a+h\in U}. Denotem-se por:
{\displaystyle [a,a+h]=\{a+th,t\in [0,1]\}}
{\displaystyle (a,a+h)=\{a+th,t\in (0,1)\}}
Se:
{\displaystyle f} é contínua em {\displaystyle [a,a+h]\subset U}
{\displaystyle f} é diferenciável em {\displaystyle (a,a+h)\subset U}
então vale:
{\displaystyle \Vert f(a+h)-f(a)\Vert \leq \Vert h\Vert \sup _{t\in [0,1]}\{\Vert f'(a+th)\Vert \}}

## Prova
Considere a função auxiliar {\displaystyle \Phi (t)=f(a+th)}. Basta mostrarmos que:
{\displaystyle \Vert \phi (1)-\phi (0)\Vert \leq M=\sup\{\Vert \phi '(t)\Vert ,t\in [0,1]\}}
Mostraremos que 
{\displaystyle \Vert \phi (1)-\phi (0)\Vert \leq M+\varepsilon \,\,\,\forall \varepsilon >0}
Com efeito, considere o conjunto:
{\displaystyle X=\{t\in [0,1],\Vert \phi (s)-\phi (0)\Vert \leq (M+\varepsilon )s\,\,\forall s\in [0,t]\}}
É fácil ver que {\displaystyle X\neq \varnothing }, pois obviamente {\displaystyle 0\in X}
Ademais, {\displaystyle X} é um intervalo, pois dado {\displaystyle t\in X}, para qualquer {\displaystyle 0\leq z<t} temos que:
{\displaystyle z\in \{t\in [0,1],\Vert \phi (s)-\phi (0)\Vert \leq (M+\varepsilon )s\,\,\forall s\in [0,z]\subset [0,t]\}}
ou seja, {\displaystyle z\in X}
Ademais, pela continuidade de {\displaystyle \phi } pode-se verificar que {\displaystyle X} é fechado, i.e., que {\displaystyle \sup X\in X}
Afirmamos que {\displaystyle \sup X=1}. Com efeito, suponha, ab absurdo que {\displaystyle \alpha =\sup X<1}. Então, para qualquer {\displaystyle \varepsilon >0} dado acima existe um {\displaystyle 0<\delta } tal que {\displaystyle \alpha +\delta <1}. Ademais, como {\displaystyle \phi } é diferenciável em {\displaystyle [a,h)}, segue que tomando {\displaystyle 0<\sigma <\delta } suficientemente pequeno, vale:
{\displaystyle \phi (\alpha +\sigma )=\phi (\alpha )+\phi '(\alpha )\cdot \sigma +r(\sigma )}
com
{\displaystyle \Vert r(\sigma )\Vert <\varepsilon \sigma }
{\displaystyle \Vert \phi (\alpha +\sigma )-\phi (\alpha )\Vert \leq \Vert \phi '(\alpha )\Vert \sigma +\varepsilon \sigma }
Como supusemos {\displaystyle \alpha \in X}, também temos:
{\displaystyle \Vert \phi (\alpha )-\phi (0)\Vert <(M+\varepsilon )\sigma }
Assim, tem-se que
{\displaystyle \Vert \phi (\alpha +\sigma )-\phi (0)\Vert =\Vert \phi (\alpha +\sigma )-\phi (\alpha )+\phi (\alpha )-\phi (0)\Vert \leq \Vert \phi (\alpha +\sigma )-\phi (\alpha )\Vert +\Vert \phi (\alpha )-\phi (0)\Vert <(M+\varepsilon )(\alpha +\sigma )}
de modo que {\displaystyle \alpha +\sigma \in X}, o que é absurdo, pois {\displaystyle \alpha =\sup X}.
Logo, {\displaystyle \alpha =1}, e vale a desigualdade:
{\displaystyle \Vert \phi (1)-\phi (0)\Vert \leq (M+\varepsilon )1}
Assim,
{\displaystyle \Vert \phi (1)-\phi (0)\Vert \leq M}
e vale que:
{\displaystyle \Vert \phi (1)-\phi (0)\Vert =\Vert f(a+h)-f(a)\Vert \leq \Vert h\Vert \{\Vert \phi '(t)\Vert ,t\in [0,1]\}=\Vert h\Vert \sup\{\Vert f'(a+th)\Vert |0\leq t<1\}}
Q.E.D.